# جباري عاصم
جباري عاصم (بالإنجليزية: Jabari Asim)‏ (11 أغسطس 1962، سانت لويس في الولايات المتحدة)؛ كاتِب مُتخصِّص في أدب الأطفال، صحفي، شاعر وروائي أمريكي.

## الجوائز
- زمالة غوغنهايم